# Helmut Becker (Önologe)
Helmut Becker (* 8. März 1927 in Geisenheim; † 19. Juli 1990 ebenda) war ein deutscher Önologe. Er war Hochschullehrer und einer der weltweit führenden Experten für Weinbau und speziell für Rebenzüchtung.

## Leben
Nach seiner Schulzeit in Geisenheim am Rhein und kriegsbedingtem Einsatz bei der Reichsluftwaffe kam Helmut Becker in amerikanische Gefangenschaft, die er in den USA verbrachte. Zurückgekehrt nach Deutschland studierte er von 1946 bis 1949 Naturwissenschaften an der Johannes-Gutenberg-Universität in Mainz. Nach seinem Staatsexamen wurde er 1954 bei Wolfgang von Buddenbrock an der Universität Mainz zum Doktor der Naturwissenschaften (Dr. rer. nat.) promoviert. Das Thema seiner Dissertation lautet Beiträge zur Physiologie der Reblaus (Phylloxera vitifolia Fitch.).
Von 1949 bis 1953 war er Assistent und Landwirtschaftsreferendar am Staatlichen Weinbauinstitut in Freiburg im Breisgau. Er wechselte 1953 als Wissenschaftlicher Mitarbeiter zum Forschungsinstitut für Reblausbekämpfung und Wiederaufbau der Landeslehr- und Forschungsanstalt in Neustadt an der Weinstraße. Hier trug er nachhaltig zur Bekämpfung der Reblausproblematik in der Pfalz sowie zum Wiederaufbau des nach dem Krieg desolaten Weinbaus in der südlichen Pfalz bei.
Im Jahr 1964 kehrte Becker an seinen Heimatort zurück und übernahm dort die Leitung des Instituts für Rebenzüchtung und Rebenveredlung an der Hessischen Lehr- und Forschungsanstalt für Wein-, Obst- und Gartenbau in Geisenheim. Er löste hier als Professor Heinrich Birk ab, der bereits ein bekannter Rebenzüchter war. Becker führte in den folgenden 26 Jahren seiner Tätigkeit am Institut bis zu seinem Lebensende diese Arbeit fort und erwarb sich dabei in noch höherem Maße nationale und internationale Reputation. Ein Schwerpunkt seiner Arbeit war die Züchtung reblausresistenter Unterlagsreben sowie die Züchtung pilzresistenter interspezifischer Kreuzungen und die Klonselektion. Das von ihm in Geisenheim geschaffene Unterlagensortiment gilt als einmalig in Deutschland. Auch widmete sich Becker intensiv dem Thema Rebenveredlung und der qualitativen Verbesserung der Pflanzgutversorgung durch Einführung neuer phytosanitärer Maßnahmen sowie der Schaffung zeitgemäßer gesetzlicher Voraussetzungen. Dies führte unter anderem 1969 zur Mitgründung des Verbandes Deutscher Rebenpflanzgutversorger, dessen Vorsitzender er bis zu seinem Tode 1990 war.
Als 1971 die Fachhochschule Wiesbaden entstand, übernahm Becker in Geisenheim am damals neu gegründeten Fachbereich Weinbau und Getränketechnologie das Amt des Gründungsdekans, das er bis 1975 innehatte. Zu seinen vielfältigen Aktivitäten als Leiter des Fachbereichs von 1971 bis 1976 gehörte auch die Fortführung und Weiterentwicklung der Rebveredlertagungen in Geisenheim, denen er zu internationalem Ansehen verhalf. 1971 wurde er Mitglied der Accademia Italiana della vite e dl vino in Siena. Ergebnisse seiner Züchtungsarbeit neuer pilz- und reblausresistenter Rebsorten waren unter anderem die neuen Sorten Ehrenbreitsteiner (1964 gezüchtet/1994 anerkannt), Dakapo (1972/1999), Prinzipal (1971/1997), Rondo (Mitte-Ende der 60er Jahre/1995) und Saphira (1978/1995).
Ab 1983 übernahm Helmut Becker einen Lehrauftrag an der Universität Bonn, die ihn 1986 zum Honorarprofessor ernannte. Dazu kamen noch Gastaufenthalte in Australien und Neuseeland, die jeweils mehrere Monate dauerten. In vielen Ländern der Welt wie Australien, Neuseeland, Japan oder Kanada war Becker für die Einführung regional geeigneter Rebsorten verantwortlich, so beispielsweise für die Einführung der Rebsorte Müller-Thurgau in Neuseeland. 1982 verlieh ihm der Bundespräsident der Bundesrepublik Deutschland in Anerkennung seiner international geachteten wissenschaftlichen Arbeit das Bundesverdienstkreuz.
Helmut Beckers wissenschaftliches Lebenswerk findet sich heute neben den von ihm gezüchteten Rebsorten und in mehr als 340 Veröffentlichungen und Publikationen, so beispielsweise in Zusammenarbeit mit Hans Ambrosi als Mitherausgeber des 1978 erschienenen Buches Der deutsche Wein. Eines seiner Hauptwerke war die Schriftenreihe Probleme der Rebenveredlung die von 1958 bis 1981 in insgesamt 12 Bänden erschien. Becker war katholisch. Sein früher Tod 1990 hinterließ bei der Forschungsanstalt in Geisenheim eine große Lücke, wie aus dem Nachruf in der Ausgabe Nr. 21/1990 der Schrift Der Deutsche Weinbau hervorgeht.
Einige von Helmut Becker an der Forschungsanstalt Geisenheim gezüchteten Rebsorten:

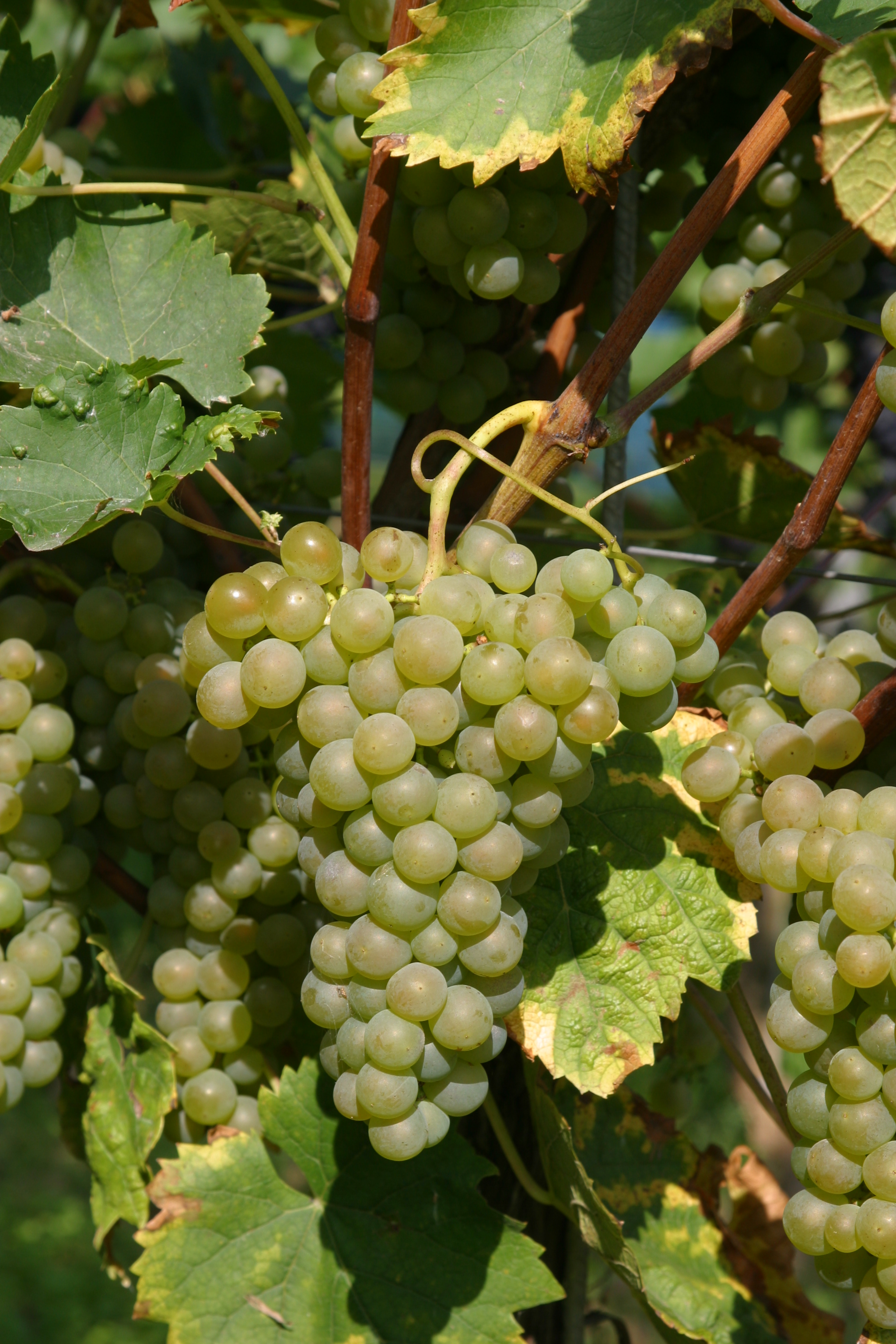
Saphira
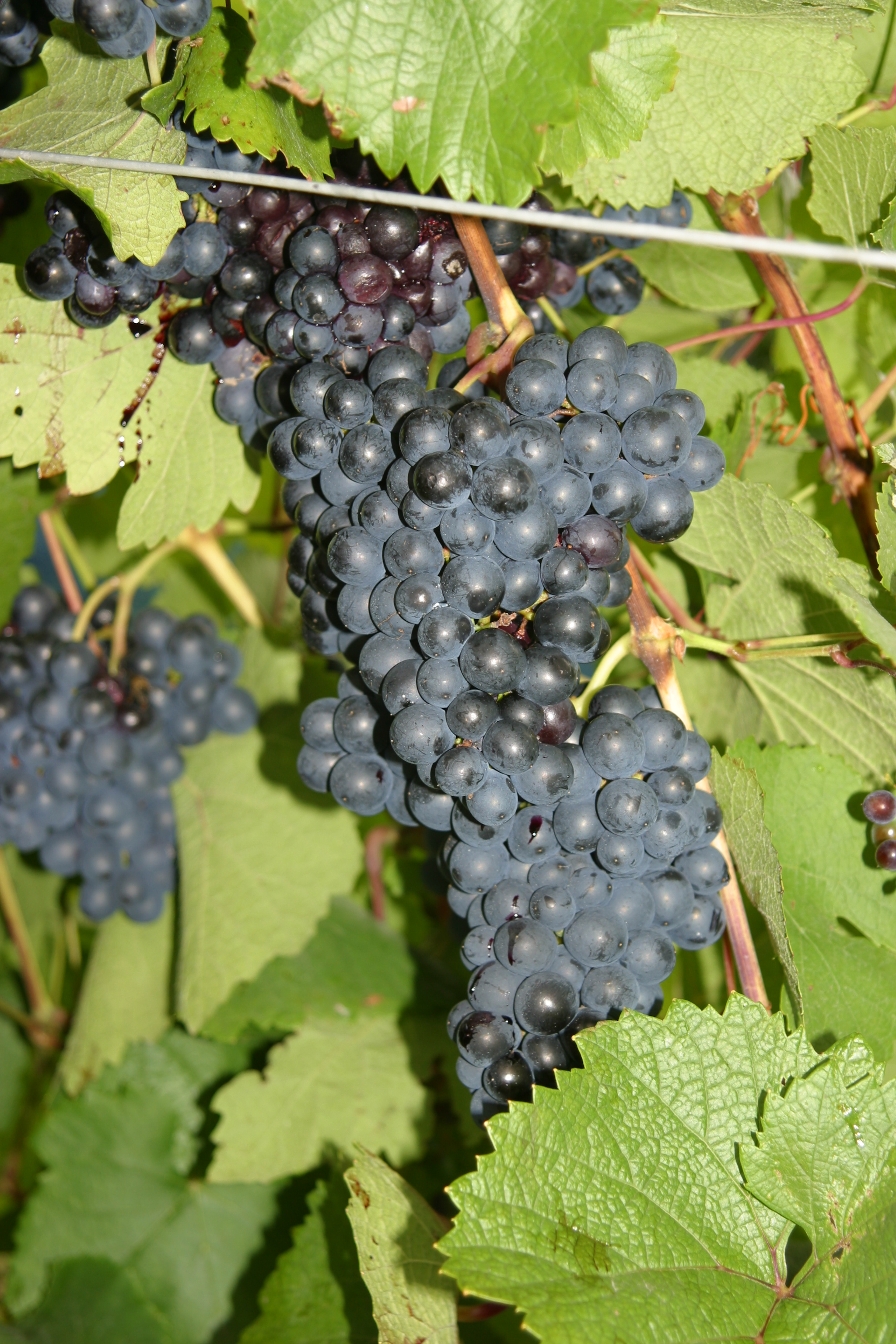
Rondo
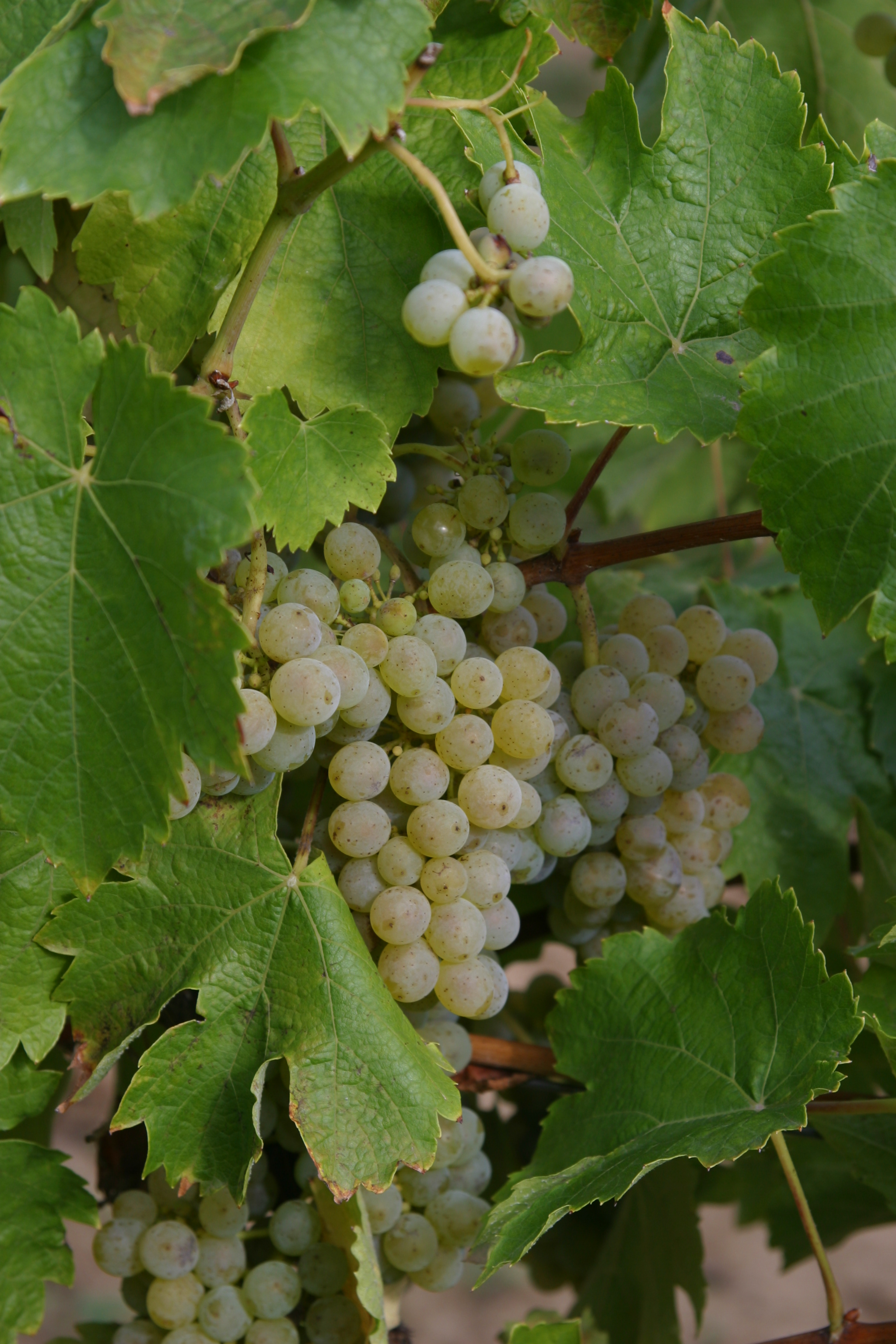
Prinzipal
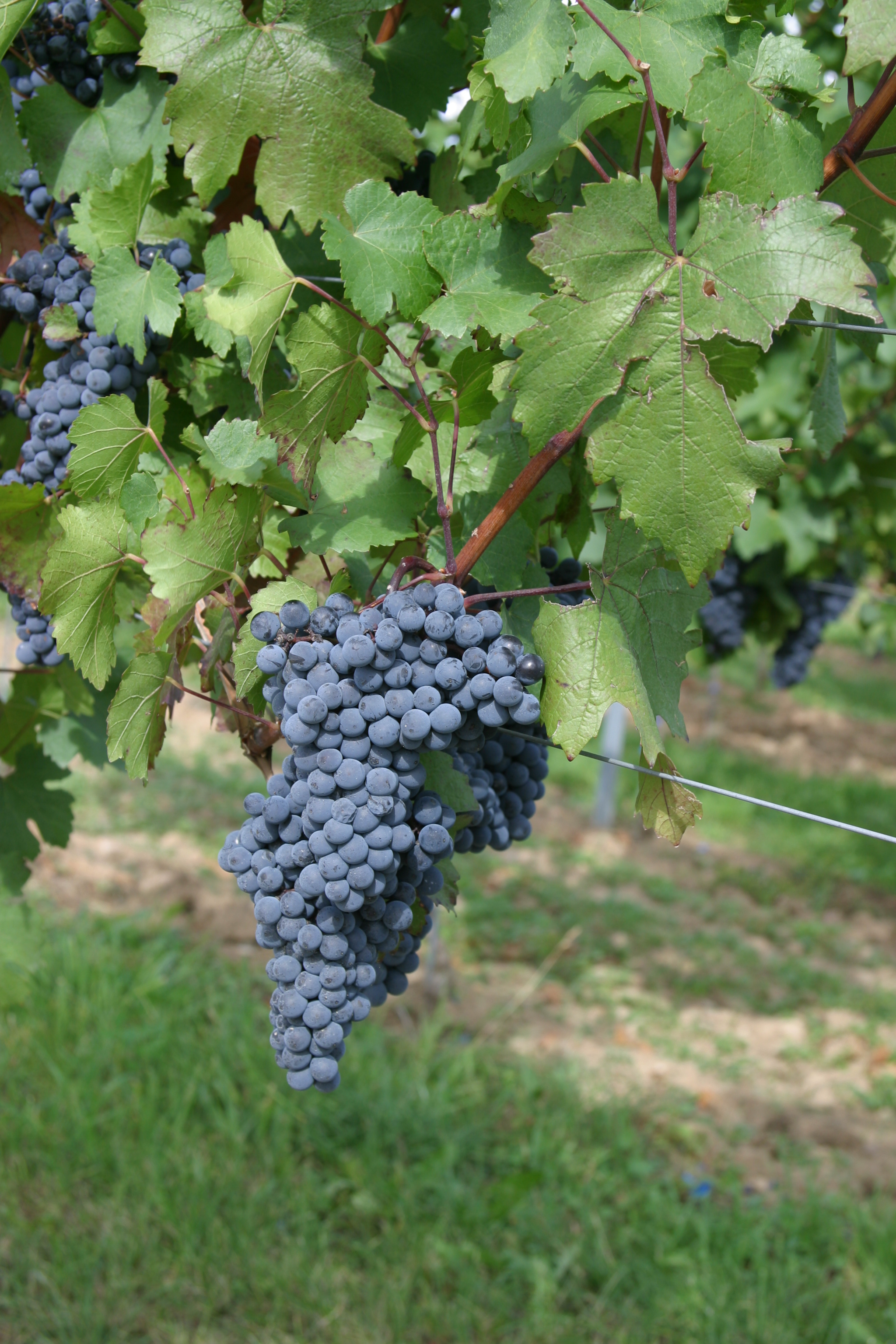
Dakapo
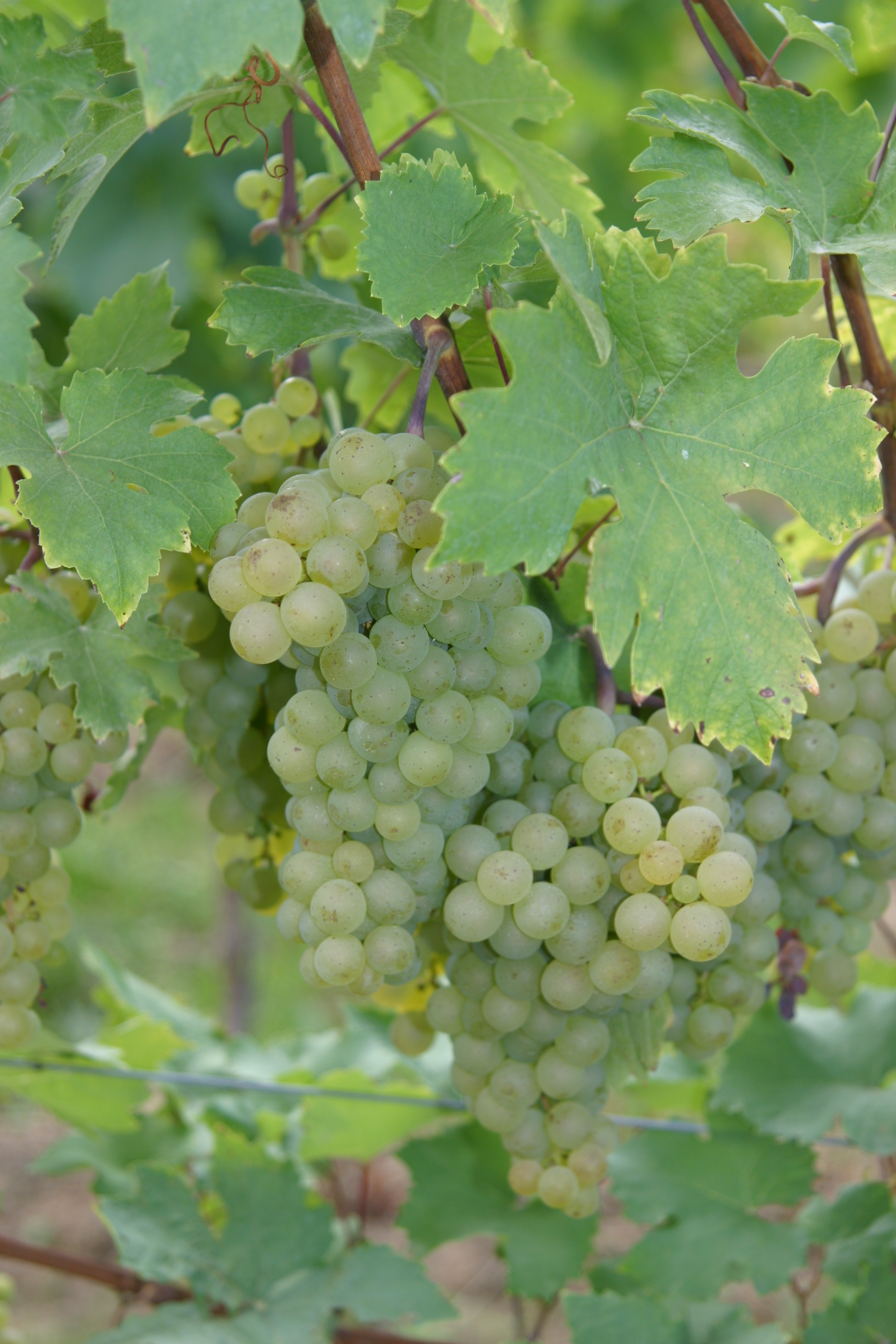
Ehrenbreitsteiner